# Bruno-H.-Bürgel-Gesamtschule
Die im Jahre 1948 gegründete Gesamtschule mit gymnasialer Oberstufe Bruno H. Bürgel (kurz: Bürgelschule) liegt in der Stadt Rathenow (Stadtteil: Rathenow-Ost) im Landkreis Havelland. Sie ist eine anerkannte UNESCO-Projektschule. Die im Schuljahr 2010/11 als sportlichste Schule Brandenburgs ausgezeichnete Bürgelschule ist zudem Partnerschule des Fußballvereins Hertha BSC (seit 2007) und des Basketballvereins Alba Berlin (seit 2011).

## Geschichte
Die Bürgelschule in Rathenow wurde nach dem Schriftsteller und Wissenschaftspublizist Bruno H. Bürgel benannt. Als Hobbyastronom und Wissenschaftler hat Bruno H. Bürgel Vorträge für Studenten gehalten und war dabei auch in Rathenow zu Gast. Aufgrund der Verbindung von Stadt und Optikhandwerk bzw. Entwicklung von Teleskopen für die astronomische Forschung ist die Schule Bürgel und seinen Werken sehr verbunden. Die Gründung der Bruno H.-Bürgel-Schule Rathenow erfolgte somit zu seinen Ehren und Verdiensten um die Wissenschaft bzw. Verwendung optischer Geräte in der Forschung.
Im Jahre 1948 wurde die Schule in den von Trümmern umgebenden Goethestraße 86 gegründet. Bereits 1952 fand der Umzug in die Jahnstraße 33 statt, auch weil die Räumlichkeiten in der Goethestraße nicht ausreichten. Im Jahre 1960 wurde die Bruno-H.-Bürgel Schule mit der damaligen Friedrich-Engels-Schule zusammengelegt. Zu dieser Zeit unterrichteten 41 Lehrkräfte in 33 Klassen rund 1000 Schüler. Nur vier Jahre später (1964) wurden die Schulen wieder getrennt und Unterricht fand danach mit je 20 Klassen statt. Der letzte Umzug fand im Jahre 1972 statt. Die Schule ist seitdem in einem Neubau (Plattenbau „Erfurter Modell“) im Stadtgebiet Rathenow-Ost untergebracht. Dieser Standort wurde im Jahre 2000 teilweise modernisiert (Schulhof und Innenräume) und in den folgenden Jahren abschnittsweise den Bedürfnissen einer Gesamtschule bzw. einem modernen Schulumfeld angepasst.
Nach der Wiedervereinigung im Jahre 1990 existierte die Bruno-H.-Bürgel-Schule als Gesamtschule weiter. Der Unterricht ab der 7. Klasse wurde im Zuge der Bildungsreform durch eine gymnasiale Oberstufe erweitert (Jahrgänge 11–13). Der Förderverein „Bruno H. Bürgel e.V.“ nahm im April 1992 mit ca. 180 Mitgliedern seine Arbeit auf.
In den folgenden Jahren strukturiert sich die Schule unter einem Sportprofil neu und legt einen Schwerpunkt der schulischen Arbeit auf die Förderung sportlich talentierter Kinder
sowie der gleichzeitigen Sicherung der Schullaufbahn dieser Talente. Außerdem wurde die Schule 1995 zur UNESCO-Projektschule ernannt und nimmt bis heute an vielfältigen Projekten teil. Seit dem Schuljahr 2002/03 ist die Bürgelschule eine Ganztagsschule in voll gebundener Form. Bis heute widmet sich die Schularbeit der sportlichen Förderung ihrer Schüler (Erweiterter Sportunterricht in der Sekundarstufe II als Leistungskurs, Trainingslager und Engagement in Landes- und Bundeswettbewerben) und kulturellen Projekten im Rahmen der UNESCO Initiative (Senegal-Projekt 1995, Projekt „Europas Griff nach den Sternen“ 1999 in Südamerika und weiteren interkulturellen Projekten).
| Dienstzeit | Schulleiter                               |
| ---------- | ----------------------------------------- |
| 1975–1980  | Herr Gottschalk / Herr Horn / Herr Klembt |
| 1980–1985  | Herr Rehfeldt                             |
| 1985–1989  | Frau Mißfelder                            |
| 1989–1992  | Herr Baeker                               |
| seit 1992  | Herr Hohmann                              |

## Gebäude und Umfeld (Architektur)
Die Bruno H.- Bürgel Schule ist ein Plattenbau des Typs „Erfurt“ und entspricht einer Musterform für Schulgebäude in der DDR. Die Schule ist somit ein dreiflügeliger, lichtdurchfluteter Plattenbau. Die Klassenräume haben die Einheitsmaße von sieben mal sieben Metern und sind durch den H-förmig angelegten Baukörper schnell zu erreichen. Wie viele andere Schulen dieses Typs wurde auch die Bruno-H.-Bürgel-Schule in Teilen saniert. Vor allem kamen vielfältige Außenanlagen hinzu (Kleinfußballfeld, Spielplatz, Beachvolleyballfeld, Schülercafé und Freiluft-Theater).

## Schwerpunkte und Schulleben
Die Bürgelschule bietet eine Vielzahl von Arbeitsgemeinschaften an. Dabei liegt der Schwerpunkt im Sport- und Fitnessbereich. Die Arbeitsgemeinschaften werden zu einem großen Teil durch Partner der Schule angeboten und betreut. Dazu zählen die vom Golfresort in Semlin am See ausgerichtete Golf-AG, die vom Bundestrainer Peter Lorenz betreute Bowling-AG und die Schiedsrichter-AG, welche seit einigen Jahren von Klaus-Dieter Stenzel (Mitglied des Schiedsrichterausschusses des Fußball-Landesverband Brandenburg) organisiert wird.

## UNESCO-Projektschule
Die Bruno-H.-Bürgel-Schule ist seit 1995 eine UNESCO-Projektschule und Teil eines internationalen Netzwerks von Schulen mit gleichen Zielen. Dabei unterstützt die Bruno-H.-Bürgel-Gesamtschule mit Projekten das Engagement der UNESCO. So wurde im Senegal eine Jugendbegegnungsstätte aufgebaut, es gab groß angelegte Spendenprojekte für die Tsunamiopfer im Jahre 2004 und es existiert bis heute ein Projekt im Rahmen der Tschernobyl-Hilfe. Außerdem haben berühmte und mit der Bürgelschule verbundene Persönlichkeiten wie Jérôme Boateng sich an bzw. mit der Bürgelschule beim Fußballprojekt „Living a Dream“ Kinder in Brasilien engagiert.
Weitere abgeschlossene und laufende Projekte sind das Baumpflanzprojekt 2013, die Mitarbeit beim Projekt ROTE HAND (Projekt gegen den Einsatz von Kindersoldaten – terre des hommes),
Schüler gehen mit Arved Fuchs auf Forschungsreise und Schüler helfen Flüchtlingen (Armenien – Asylbewerber Kinder und Schulpflicht).

## Schulische Erfolge
Die Pflege von Traditionen ist an der Bürgelschule eine wichtige Institution im Schulalltag. Diese etablierten Traditionen bzw. Veranstaltungen sollen im Rahmen des Schulkonzepts die Schulgemeinschaft bewahren und stärken. Der sogenannte „Heinrich-Paul-Projekttag“ ist dem ehemaligen und langjährigen Hausmeister der Schule gewidmet und beinhaltet ein Reinigungsaktion der Schule. Die Laufbewegung KK 3000 ist einem ehemaligen Schüler gewidmet, der an Krebs gestorben ist. Fortan hat sich diese Laufveranstaltung der gesamten Schule für die Krebsforschung als wichtiger Tradition erhalten.
Ebenso stärkt das von vielen Schülern symbolisch getragene grüne Armband die Gemeinschaft und steht gleichzeitig gegen Diskriminierung und für Toleranz an der Schule („Nicht ich, nicht du, sondern wir“).
| Jahr                | Erfolge                                                        |
| ------------------- | -------------------------------------------------------------- |
| 2005/06 und 2010/11 | Ehrung mit dem Titel „Sportlichste Schule im Land Brandenburg“ |